# 어웨이크 (드라마)

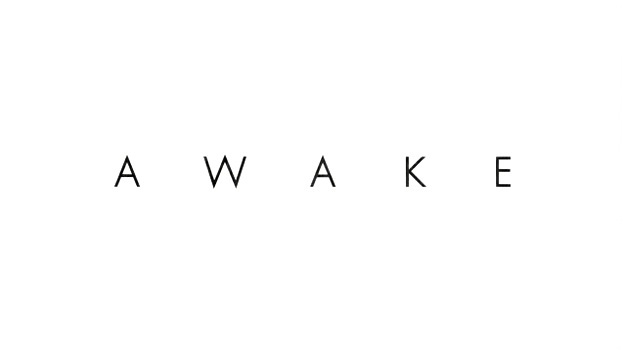

어웨이크(Awake)는 미국의 TV 드라마로, 두 개의 현실(꿈) 사이를 오가는 형사의 활약을 그린 서스펜스 드라마이다. NBC 계열에서 2012년 3월 1일부터 5월 24일까지 방송되었다. 평균 시청자 수는 약 507만명이였다.